# Sant Miquel de la Cirera
|  | No s'ha de confondre amb Sant Miquel de Cirera (Bages). |

Sant Miquel de la Cirera és una església del municipi de Cabanelles (Alt Empordà) inclosa en l'Inventari del Patrimoni Arquitectònic de Catalunya.

## Descripció
Situada a l'extrem septentrional de l'antic terme de Sant Martí Sesserres (actual terme municipal de Cabanelles), a escassa distància del municipi d'Albanyà per una pista de terra apta per vehicles VTT.
Església rehabilitada d'una sola nau rectangular que encara que tradicionalment s'ha datat l'església a finals del segle xi i principis del xii, alguns estudis daten la fase constructiva de l'absis en una data encara anterior, vers el segle IX mentre que la resta de la nau la situen en el segle xi. Presenta un absis capçat a llevant, tot i que està molt enrunat. És probable que aquesta estructura ja s'esfondrés en temps antics donat que presenta refeccions a la part central. Es va construir un mur a l'inici de l'absis en el qual s'encastà, probablement, la finestra de l'absis original, de doble esqueixada i arc de mig punt. Les dues finestres presents al mur sud són de la mateixa tipologia. La nau també va perdre la volta genuïna i actualment presenta una coberta d'uralita de dues vessants. L'interior del temple té el nivell de circulació a una cota més baixa, amb un banc corregut de pedra que ressegueix els murs perimetrals. La façana principal, orientada a ponent, presenta un portal d'accés format per una sola arcada de mig punt, feta amb dovelles llargues i estretes, amb un timpà bastit amb la mateixa obra que el parament. Damunt seu hi ha un campanar d'espadanya de tres pilastres, sense cloure en arcades.
La construcció és bastida amb pedra ben desbastada de mida petita, disposada en filades regulars i lligada amb morter de calç. A principis dels anys 90 fou objecte d'una polèmica restauració, consistent a aixecar els murs de la nau amb ampolles de vidre lligades amb morter, fins al nivell de la coberta.

## Història
La primera menció documental on apareix l'església de Sant Miquel de la Cirera es remunta a l'any 844, en un diploma atorgat per Carles el Calb a favor de Dòmmul, el primer abat de Sant Pere d'Albanyà, on es registra com una possessió i fundació del Cenobi "loco qui dicitur Ceresius, ecclesia in honore sancti Michaelis archangeli novo opere constructa". Es tractaria més aviat d'una cel·la monàstica. Poc després en l'any 869, en un altre diploma donat a Arles pel mateix Carles el Calb, figura com a possessió del monestir de Santa Maria d'Arles del Vallespir, juntament amb el cenobi d'Albanyà.
Gràcies a uns preceptes datats l'any 878 i l'any 881 que varen ser atorgats a Santa Maria d'Arles per Lluís el Tartamut i per Carloman respectivament, es poden conèixer el límits territorials de la cel·la.
L'any 1011 es tornà a mencionar l'església amb el nom de Sant Miquel Arcàngel en una butlla del papa Sergi IV, però no com a cel·la sinó com a església parroquial.
Al Llibre Verd del Bisbe de Girona (1362-1371) s'hi esmenta com a parròquia. Posteriorment esdevingué sufragània de Sant Martí Sesserres.
Després de molt de temps en ruïnes, entre els anys 1989 i 1990 ll'església va ser consolidada, engegant un projecte de desbrossament i neteja amb la col·laboració del Departament de Cultura de la Generalitat de Catalunya conjuntament amb la Diputació de Girona i la participació del Grup d'art i Treball del Centre Excursionista de Figueres, seguint la direcció de l'arquitecta Maria Dolors Llorà i Dalmau. Posteriorment a inicis dels anys 90 es projectà una restauració, si més no original, donat que s'aixecaren els murs perimetrals emprant ampolles de vidre lligades amb morter i construint una coberta d'uralita.